# 국가중점풍경명승구
국가중점풍경명승구(중국어: 国家重点风景名胜区/國家重點風景名勝區)는 중화인민공화국의 구획 단위로 한국과 일본 등의 국가가 사용하는 '국립공원' 또는 서양의 'National Park'의 개념이다.

## 개요
중화인민공화국 국무원이 2006년 9월 19일 공포하여, 2006년 12월 1일 시행된 <<풍경명승구조례>>를 근거로 한 법률이다. 중국 대륙 내의 풍경명승구는 경관과 문화, 역사 등의 인문경관, 환경 등의 가치를 평가하여 지정된다. 현재 225개가 지정되어 있다.
중국국가공원, 국가급풍경명구, 중국국가급풍경명승구, 중국국가풍경명승구 등으로 불린다.
- 제1차: 1982년 11월 8일 공포，모두 44곳
- 제2차: 1988년 8월 1일 공포，모두 40곳
- 제3차: 1994년 1월 10일 공포，모두 35곳
- 제4차: 2002년 5월 17일 공포，모두 32곳
- 제5차: 2004년 1월 13일 공포，모두 26곳
- 제6차: 2005년 12월 31일 공포，모두 10곳
- 제7차: 2009년 12월 28일 공포，모두 21곳
- 제8차: 2012년 10월 31일 공포，모두 17곳

## 지역별 개수
- 베이징（2） 톈진（1） 허베이（7） 산시（4.5） 내몽고（1）
- 랴오닝（9） 지린（4） 헤이룽장（2）
- 상하이（0） 장쑤（5） 저장（17） 안징（10） 푸젠（13） 장시(강서)（11）
- 산둥（5） 허난（8） 후베이（6.5） 후난（10）
- 광둥（7） 광시（3） 하이난（1）
- 충칭（5.5） 四川（14） 구이저우（13） 윈난（12） 시좡（1）
- 산시(섬서)（5.5） 간수（3） 칭하이（1） 닝샤（1） 신장（4）

## 같이 보기
- 중국국가5A급여유경구
- 전국중점문물보호단위
- 국가역사문화명성
- 중국역사문화명진
- 중국역사문화명촌
- 중국의 세계유산